# Francesco Alberti (calciatore)
Francesco Alberti (Milano, 11 febbraio 1924 – ...) è stato un calciatore italiano, di ruolo attaccante.

## Carriera
Nella stagione 1941-1942 segna 7 reti in 26 presenze in Serie C con la maglia della Pirelli Milano; a fine campionato viene ceduto al Brescia, società con cui milita durante la stagione 1942-1943, nella quale gioca 2 partite in Serie B conquistando la promozione in Serie A. Passa poi al Pavia, con cui nella stagione 1943-1944 segna 7 reti in 16 presenze.
Dopo la fine della Seconda guerra mondiale si accasa alla Pro Sesto, con cui nella stagione 1945-1946 segna 4 reti in 18 presenze nel campionato misto di Serie B e C; nella stagione 1946-1947 segna invece 6 reti in 26 presenze, rimanendo poi in rosa anche nella stagione 1947-1948, sempre in seconda serie.
Nella stagione 1950-1951 segna 12 reti in 35 presenze in Serie C con il Magenta, mentre l'anno successivo va a segno 3 volte in 19 presenze in Serie B con la maglia del Monza, con cui gioca in cadetteria anche nella stagione 1952-1953 (nella quale segna 3 gol in 19 partite) e nella stagione 1953-1954.
In carriera ha giocato in totale 83 partite in Serie B, categoria in cui ha segnato complessivamente 16 reti.